# Wintrich
Wintrich ist eine Ortsgemeinde im Landkreis Bernkastel-Wittlich in Rheinland-Pfalz. Sie gehört der Verbandsgemeinde Bernkastel-Kues an.

## Geographie

### Geographische Lage

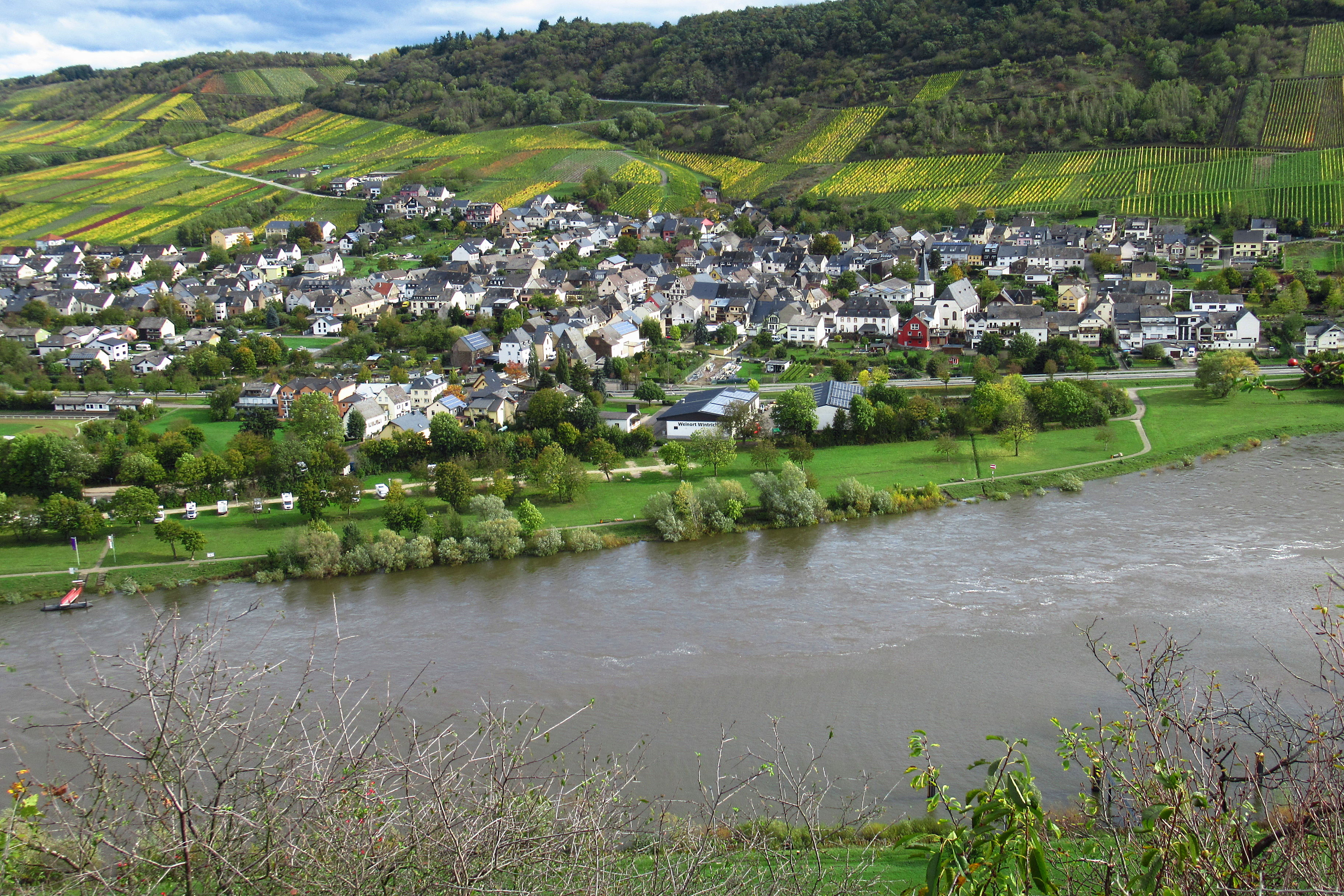
Wintrich, vom linken Ufer des Moseltals gesehen

Wintrich liegt in der Natur- und  Kulturlandschaft des Moseltals am rechten Ufer des Flusses; dort weitet sich das Tal zu einer Landschaft, die bestimmt ist von flachen Uferhängen und einstigen Moselschleifen. Mit Weinbergen besetzte und teilweise bewaldete mittelsteile Hänge steigen dagegen auf der gegenüberliegenden Flussseite zur Eifel an.
Zu Wintrich gehören die Ortsteile und Wohnplätze Am Kestener Weg, Bahnhof Wintrich, Buhlenhell, Weingut Geierslay, In der Krauwies, Johanneshof, Kasholz und Rondel.

### Raumplanung
Unmittelbar benachbarte Gemeinden sind unter anderem Minheim, Kesten und Brauneberg. Nächstgelegene Mittelzentren sind Bernkastel-Kues, etwa 10 Kilometer entfernt, und Wittlich, etwa 20 Kilometer entfernt. Trier liegt in etwa 40 Kilometer Entfernung.

### Klima
Durch die Eifelbarriere liegt Wintrich im Schutz und Regenschatten von Westwinden, die außerdem einen Föhneffekt bewirken können. Gleichzeitig wird eine Lufterwärmung durch geringen Luftaustausch mit dem Umland begünstigt. Damit verbunden ist aufgrund der ständigen Verdunstung des Moselwassers eine regelmäßig hohe Luftfeuchtigkeit, die insbesondere im Sommer für teilweise belastendes, schwüles Wetter sorgt und zahlreiche Gewitter mit sich bringt. Es herrscht ein insgesamt fast mediterranes Klima.

## Geschichte
Bereits Kelten, Römer und Franken siedelten auf dem Gebiet der heutigen Ortsgemeinde. Wintrich wurde 960 n. Chr. erstmals urkundlich erwähnt, als König Otto I. seinen Hof in Wintrich der Abtei St. Maximin in Trier schenkte. Im Jahre 1098 bestätigte Kaiser Heinrich IV. dem Simeonstift in Trier seinen Besitz in Wintrich (heutige Weinlage Simonsberg). Die Landeshoheit gehörte dem Erzstift Trier.
Der keltisch-römische Name vindriacum bedeutet so viel wie „Winzerdorf“; von jeher wird dort Weinbau betrieben. Fachwerkhäuser, verwinkelte Gassen und alte Weingüter zeugen von der historischen Tradition.
Seit 1946 ist der Ort Teil des damals neu gebildeten Landes Rheinland-Pfalz.
Bevölkerungsentwicklung
Die Entwicklung der Einwohnerzahl von Wintrich, die Werte von 1871 bis 1987 beruhen auf Volkszählungen:
| Jahr | Einwohner |
| ---- | --------- |
| 1815 | 777       |
| 1835 | 1.135     |
| 1871 | 1.080     |
| 1905 | 1.148     |
| 1939 | 1.227     |
| 1950 | 1.243     |

| Jahr | Einwohner |
| ---- | --------- |
| 1961 | 1.195     |
| 1970 | 1.129     |
| 1987 | 1.077     |
| 2005 | 939       |
| 2011 | 973       |
| 2017 | 888       |

## Politik

### Gemeinderat
Der Ortsgemeinderat in Wintrich besteht aus zwölf Ratsmitgliedern, die bei der Kommunalwahl am 9. Juni 2024 in einer personalisierten Verhältniswahl gewählt wurden, und dem ehrenamtlichen Ortsbürgermeister als Vorsitzendem.
Die Sitzverteilung im Ortsgemeinderat:
| Wahl | WGK a | WGB b | WGBo c | WGM d | WGW e | WGKu f | Gesamt   |
| ---- | ----- | ----- | ------ | ----- | ----- | ------ | -------- |
| 2024 | 7     | 5     | –      | –     | –     | –      | 12 Sitze |
| 2019 | 5     | –     | 4      | 3     | –     | –      | 12 Sitze |
| 2014 | 7     | –     | 5      | –     | –     | –      | 12 Sitze |
| 2009 | 5     | –     | 4      | –     | 1     | 2      | 12 Sitze |

### Bürgermeister
Dennis Binz wurde am 2. Juli 2024 Ortsbürgermeister von Wintrich. Bei der Direktwahl am 9. Juni 2024 war er als einziger Bewerber mit einem Stimmenanteil von 81,3 % für fünf Jahre gewählt worden.
Sein Vorgänger Dirk Kessler hatte das Ehrenamt am 7. Juli 1999 übernommen und war nach 25 Jahren Amtszeit bei der Wahl 2024 nicht erneut angetreten. Zuletzt bei der Direktwahl am 26. Mai 2019 war er mit 66,61 % in seinem Amt bestätigt worden.

## Kultur und Sehenswürdigkeiten

### Kultur- und Naturdenkmale
- Liste der Kulturdenkmäler in Wintrich
- Liste der Naturdenkmale in Wintrich

### Weinbau
In den Lagen Geierslay, Ohligsberg und Stefanslay wird Weinbau betrieben, überregional bekannt wurde Wintrich vor allem durch die Lage „Großer Herrgott“. Im Jahr 1968 installierte man auf dem Geyerskopf in den Weinbergen ein einzigartig großes Kruzifix, welches zum alten Namen passt. Es dient als Wahrzeichen des Winzerdorfes und ist selbst aus großer Entfernung sowohl am Tag wie auch in der Nacht durch eine Flutlichtanlage gut zu erkennen. Riesling ist hier die übliche Rebsorte; außerdem werden in geringen Mengen unter anderem Burgunder, Rivaner, Kerner und Dornfelder produziert.

### Wintricher Passionsspiele
Die Wintricher Passionsspiele werden seit 1902 in fünfjährlichem Turnus über mehrere Wochen aufgeführt. Sie schildern einen Teil des Lebens Jesu. Die Spiele sind gut besucht, so kamen zum 100-jährigen Jubiläum 8000 Besucher. Aufführungsort ist die Kirche in Wintrich als die am besten geeignete Kulisse. Den größten Teil der Darsteller stellt der Passionsspielverein mit seinem circa 350 Mitgliedern. Neben den Darstellern ist der Chor eines der wichtigsten Elemente. Die letzten Passionsspiele fanden im Jahr 2024 statt, nachdem die turnusmäßig für 2022 geplanten Passionsspiele wegen Corona verschoben werden mussten.

## Wirtschaft und Infrastruktur
Bei Wintrich befindet sich die Staustufe Wintrich mit Laufwasserkraftwerk und Schleuse an der Mosel; jedoch keine Brücke. 
Eine Umgehungsstraße (Bundesstraße 53) leitet den Straßenverkehr um den Ort und führt nach Niederemmel (Piesport) bzw. Filzen (Brauneberg).